# Dicranota yonahlossee
Dicranota yonahlossee är en tvåvingeart som beskrevs av Alexander 1941. Dicranota yonahlossee ingår i släktet Dicranota och familjen hårögonharkrankar. Inga underarter finns listade i Catalogue of Life.